# چیدنیک دوژی کلونیا
چیدنیک دوژی کلونیا (به لاتین: Trzydnik Duży-Kolonia) یک روستای لهستان در لهستان است که در Gmina Trzydnik Duży واقع شده‌است.